# Angelita Huenumán
«Angelita Huenumán» es una canción compuesta  e interpretada por el cantautor chileno Víctor Jara en 1969.

## Historia
Durante el verano austral de 1969, la familia Jara (Víctor, Joan y sus hijas Manuela y Amanda) decidieron ir de vacaciones a la provincia de Arauco. Durante una excursión en la localidad de Pocuno conocieron a la tejedora mapuche autodidacta Angelita Huenumán (1923-1987), conocida en la zona por sus frazadas, mantas y alfombras.
Víctor Jara se quedó impresionado por el trabajo artesanal de la tejedora por lo que decidió dedicarle una canción que publicó en 1970 en su cuarto disco, Canto Libre, grabado junto a Inti-Illimani y al guitarrista Patricio Castillo.
En 1972 Jara se reencontró con la tejedora, a quien según relata Joan Jara, le gustó el homenaje lírico.

## Composición
«Angelita Huenumán» es una canción de siete estrofas, sin estribillo, que describe la vida y el entorno natural de la tejedora mapuche y su oficio.